# (1112) Polonia
(1112) Polonia est un astéroïde de la ceinture principale découvert en août 1928 à l'observatoire de Simeïz par Pelagueïa Chaïne. Il tire son nom de la forme latine du mot Pologne.